# Acarpha
Acarpha es un género con cuatro especies de plantas herbáceas perteneciente a la familia Calyceraceae. 

## Especies seleccionadas
| - Acarpha agglomerata - Acarphaea artemesiaefolia - Acarpha australis - Acarpha laciniata |

- Datos: Q5656016